# Ed Hunter
Ed Hunter – album kompilacyjny grupy heavymetalowej Iron Maiden wydany w roku 1999 wraz z grą komputerową o tym samym tytule. Ścieżka dźwiękowa jest złożona z 20 piosenek wybranych przez fanów na oficjalnej stronie Iron Maiden.

## Lista utworów

### CD 1
1. „Iron Maiden (live)”
2. „The Trooper”
3. „The Number of the Beast”
4. „Wrathchild”
5. „Futureal”
6. „Fear of the Dark”
7. „Be Quick or Be Dead”
8. „2 Minutes to Midnight”
9. „Man on the Edge”
10. „Aces High”
11. „The Evil That Men Do”
12. „Wasted Years”
13. „Powerslave”
14. „Hallowed Be Thy Name”

### CD 2
1. „Run to the Hills”
2. „The Clansman”
3. „Phantom of the Opera”
4. „Killers”
5. „Stranger in a Strange Land”
6. „Tailgunner”